# Янгытъюган
Янгытъюган (устар. Янгыт-Юган) — река в России, протекает по Ханты-Мансийскому району Ханты-Мансийского АО. Длина реки составляет 26 км.
Река вытекает из озера Янгытъюганлор на высоте 113,7 м над уровнем моря. Устье реки находится в 404 км от устья Назыма по левому берегу, на высоте 87,8 м над уровнем моря. 
Основной приток — Курэксоим (правый).

## Данные водного реестра
По данным государственного водного реестра России относится к Верхнеобскому бассейновому округу, водохозяйственный участок реки — Обь от города Нефтеюганск до впадения реки Иртыш, речной подбассейн реки — Обь ниже Ваха до впадения Иртыша. Речной бассейн реки — (Верхняя) Обь до впадения Иртыша.